# 찌에우퐁현
찌에우퐁현(베트남어: Huyện Triệu Phong / 縣肇豐)은 베트남 북중부 지방 꽝찌성의 현이다.

## 행정 구역
찌에우퐁현은 1시진, 17사를 관할하고 있다.

### 시진
- 아이뜨 시진 (Thị trấn Ái Tử, 愛子市鎭)

### 사
- 찌에우아이 사 (Xã Triệu Ái, 肇愛社)
- 찌에우안 사 (Xã Triệu An, 肇安社)
- 찌에우다이 사 (Xã Triệu Đại, 肇大社)
- 찌에우도 사 (Xã Triệu Độ, 肇度社)
- 찌에우장 사 (Xã Triệu Giang, 肇江社)
- 찌에우호아 사 (Xã Triệu Hòa, 肇和社)
- 찌에우랑 사 (Xã Triệu Lăng, 肇陵社)
- 찌에우롱 사 (Xã Triệu Long, 肇隆社)
- 찌에우프억 사 (Xã Triệu Phước, 肇福社)
- 찌에우선 사 (Xã Triệu Sơn, 肇山社)
- 찌에우따이 사 (Xã Triệu Tài, 肇才社)
- 찌에우타인 사 (Xã Triệu Thành, 肇城社)
- 찌에우투언 사 (Xã Triệu Thuận, 肇順社)
- 찌에우트엉 사 (Xã Triệu Thượng, 肇上社)
- 찌에우짝 사 (Xã Triệu Trạch, 肇澤社)
- 찌에우쭝 사 (Xã Triệu Trung, 肇中社)
- 찌에우번 사 (Xã Triệu Vân, 肇雲社)